# Gérard Desanghere
Gérard Desanghere (Diksmuide, 16 november 1947 – Jette, 17 april 2018) was een Belgische voetballer. Hij speelde onder meer bij RSC Anderlecht en RWDM. Hij speelde in 1973 één interland voor de Rode Duivels.

## Carrière
Gérard Desanghere was 11 jaar toen hij ging voetballen voor de jeugd van RSC Anderlecht. De kleine Desanghere groeide uit tot een grote en sterke centrale verdediger die in 1969 de overstap maakte naar het A-elftal. In het eerste elftal kreeg hij de concurrentie van enkele boegbeelden van Anderlecht. Zo waren er centraal in de verdediging Pierre Hanon en Jean Cornelis, en verder ook nog Georges Heylens en Jean Plaskie. Ook de jonge Maurice Martens speelde in die periode bij RSC Anderlecht.
Ondanks de grote concurrentie mocht de toen 22-jarige verdediger 9 keer meespelen in de competitie. In de Jaarbeursstedenbeker mocht hij zelfs 6 keer aantreden. Het leverde hem meteen zijn eerste Europese doelpunt op. Anderlecht won met 2-0 van Newcastle United, na doelpunten van Desanghere en Wilfried Puis, maar zou in de finale verliezen van Arsenal FC.
Een seizoen later kreeg Desanghere meer speelkansen maar ook ditmaal was er nog geen sprake van een basisplaats. En zo verliet hij de club waar hij al 13 jaar voor speelde. Hij kreeg een transfer naar de Brusselse buren van Racing White. In 1973 veranderde de club na enkele fusies in RWDM. Ondanks enkele nieuwe spelers bleef ook nu Desanghere een belangrijke pion centraal in de verdediging. Bij RWDM ontmoette hij ook opnieuw Maurice Martens, die ondertussen aanvoerder van het elftal was. In 1975 pakte hij zijn eerste trofee, want RWDM speelde kampioen.
Desanghere bleef nog enkele jaren bij RWDM en maar speelde elk seizoen steeds minder wedstrijden. Daarom besloot hij 1979 RWDM te verlaten en zijn carrière als voetballer af te bouwen. Desanghere trok naar de tweede klasse en sloot zich aan bij Eendracht Aalst. Daar werd hij opnieuw een vaste pion in de centrale as van de verdediging. In 1983 veranderde de toen 36-jarige voetballer voor een laatste keer van club. In de vierde klasse ging hij spelen voor Verbroedering Denderhoutem.

## Clubs
| Seizoen  | Club                       | Competitie              |
| -------- | -------------------------- | ----------------------- |
| 1969-'70 | RSC Anderlecht             | Belgische eerste klasse |
| 1970-'71 | RSC Anderlecht             | Belgische eerste klasse |
| 1971-'72 | Racing White               | Belgische eerste klasse |
| 1972-'73 | Racing White               | Belgische eerste klasse |
| 1973-'74 | RWDM                       | Belgische eerste klasse |
| 1974-'75 | RWDM                       | Belgische eerste klasse |
| 1975-'76 | RWDM                       | Belgische eerste klasse |
| 1976-'77 | RWDM                       | Belgische eerste klasse |
| 1977-'78 | RWDM                       | Belgische eerste klasse |
| 1978-'79 | RWDM                       | Belgische eerste klasse |
| 1979-'80 | Eendracht Aalst            | Belgische 2de klasse    |
| 1980-'81 | Eendracht Aalst            | Belgische 2de klasse    |
| 1981-'82 | Eendracht Aalst            | Belgische 2de klasse    |
| 1982-'83 | Eendracht Aalst            | Belgische 2de klasse    |
| 1983-'84 | Verbroedering Denderhoutem | Belgische 4de klasse    |